# Aroana cingalensis
Aroana cingalensis är en fjärilsart som beskrevs av Walker 1865. Aroana cingalensis ingår i släktet Aroana och familjen nattflyn. Inga underarter finns listade i Catalogue of Life.